# Petr Zenkl
Peter Zenkl (ur. 13 czerwca 1884 w Táborze, zm. 3 listopada 1975 w Raleigh) – czeski polityk, przewodniczący Partii Narodowo-Socjalistycznej (1945–1948) i wicepremier w rządzie Gottwalda (1946–1948), wieloletni działacz emigracyjny.

## Życiorys
Po ukończeniu studiów na Wydziale Filozofii Uniwersytetu w Pradze pracował jako wykładowca języka czeskiego w Czechosłowackiej Akademii Handlowej. Był autorem podręcznika do języka czeskiego (Rádce správné češtiny, 1911). Działał w Czeskiej Partii Narodowo-Socjalistycznej. W latach 1918–1926 pracował w Ministerstwie Opieki Społecznej, a od 1926 do 1939 stał na czele Centralnego Banku Ubezpieczeń Społecznych. W 1923 został wybrany w skład Rady Miasta Pragi. Pełnił obowiązki burmistrza (1937–1939). Pod koniec 1938 przez krótki okres sprawował funkcję ministra bez teki oraz ministra opieki społecznej, zdrowia i kultury fizycznej.

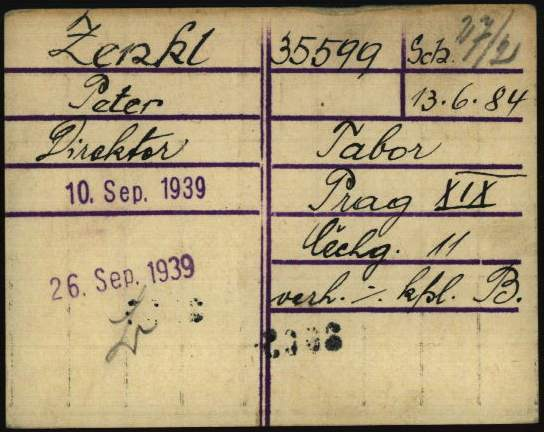
Karta rejestracyjna Petr Zenkl jako więźnia w nazistowskim obozie koncentracyjnym w Dachau

W czasie okupacji niemieckiej był więziony w obozach koncentracyjnych Dachau i Buchenwald. Po II wojnie światowej mianowany ponownie burmistrzem Pragi (1945–1946). Stanął na czele Czechosłowackiej Partii Narodowo-Socjalistycznej. W 1946 objął funkcję wicepremiera w koalicyjnym gabinecie Klementa Gottwalda. Z niepokojem obserwując rosnące wpływy komunistów oraz podporządkowanej im Służby Bezpieczeństwa na życie kraju próbował montować od 1947 antykomunistyczny blok partii demokratycznych. 20 lutego wraz z innymi członkami rządu – przedstawicielami narodowych socjalistów i ludowców podał się do dymisji, która wbrew oczekiwaniom została przyjęta przez prezydenta Benesza.
W 1948 wyemigrował do Niemiec Zachodnich, a później przez Londyn do USA. W Ameryce przewodniczył Radzie Wolnej Czechosłowacji (czes. Rada svobodného Československa).

## Ordery i odznaczenia
- Order Tomáša Garrigue Masaryka II klasy (pośmiertnie, 1991)[1]
- Wielka Wstęga Orderu Odrodzenia Polski (5 lipca 1947)[2]

## Publikacje
- Masarykova Československá republika (1955)
- Masaryk and Idea of European and World Federation (1955)
- Communist Seizure of Power and the Press 1945–48 (1962)
- A history of the Czechoslovak Republik, 1918–1948 (1973)